# Culsans

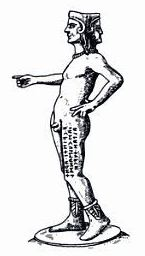
Representación de la estatua de bronce del dios Culsans encontrada en Cortona y conservada en el Museo de la Academia Etrusca.

Culsans en la mitología etrusca es el dios de las puertas. Era el equivalente etrusco del dios romano Jano. De hecho, ambos eran representados bifrontes (con dos caras) y se considera que tenían similares funciones.
Se distingue, sin embargo, de Jano, por la ausencia de  barba y apariencia juvenil.
Según el lingüista Onofrio Carruba, el nombre de este dios es comparable al del dios hitita Gulsant, nombre que derivaría de la raíz hitita guls, con el significado de "marcar, grabar", por lo que el dios Gulsant sería "aquel que marca", con una función parecida a la de las Parcas romanas.
Relacionada con Culsans, también etimológicamente, está otra divinidad etrusca, la furia Culsu.